# Ricotia
Ricotia es un género de plantas fanerógamas de la familia Brassicaceae. Comprende quince especies.

## Especies seleccionadas
- Ricotia aegyptiaca
- Ricotia aucheri
- Ricotia cantoniensis
- Ricotia carnosula
- Ricotia cretica
- Ricotia davisiana
- Ricotia isatoides
- Ricotia lunaria
- Ricotia multifida
- Ricotia pestalotiana
- Ricotia pinnata
- Ricotia sinuata
- Ricotia tenera
- Ricotia tenuifolia
- Ricotia varians